# Cercophora ambigua
Cercophora ambigua är en svampart som först beskrevs av Pier Andrea Saccardo, och fick sitt nu gällande namn av R. Hilber 1979. Cercophora ambigua ingår i släktet Cercophora och familjen Lasiosphaeriaceae.  Arten är reproducerande i Sverige. Inga underarter finns listade i Catalogue of Life.